# 视黄醇
维生素A1（英語：Retinol）又称为视黄醇是維生素A的動物形式之一，它是一個二萜和醇的結構，它可以轉換為其他形式的維生素A，並且以醇的衍生物視黃酯充當動物中維生素的儲存形式。
當轉換為視黃醛的形式，維生素A對視力是必不可少的，當轉換成視黃酸對皮膚健康、牙齒礦化和骨骼生長所必需。這些化學化合物統稱為類維生素A，並具有全反式視黃醇作為其結構的一個結構基序的共同特徵。在結構上類維生素A還具有一個β–紫羅蘭酮環和不飽和側鏈，與任一醇、醛、羧酸基或酯基。側鏈由四個類異戊二烯單元組成，以一系列可能存在於反式或順式構型的共軛雙鍵。
它是人体必需的13种维生素之一，是一种脂溶性抗氧化剂，在人体中可以维持视力并且促进骨骼成长。
維生素A並非單一的一種化合物，而是有許多不同的型態。动物能将胡萝卜素在体内转化为维生素A贮藏在肝脏中；通常是以醇類的方式存在，稱作視黃醇，活性也是最高；但也有一些屬於醛類，稱作視黃醛；另外還有一些屬於酸類，稱作視黃酸。
視黃醇與視黃醛主要掌管桿細胞的視覺循環，而視黃酸主要是掌管人體內上皮組織分化有關，因此有些視黃酸衍伸物（俗稱的A酸）常用於皮膚疾病上的治療，另外有一種稱作視黃酯，其為人體內儲存脂溶性維他命A的主要型式。

## 发现历史
古代埃及很早就注意到了维生素A缺乏症的症状，中国传统中医也注意并研究了它并且找到了解决办法。早在唐朝太宗年间，孙思邈就在《备急千金要方》中记载了用富含β-胡萝卜素的中草药配合羊肝来治疗夜盲症的药方。这是较早的关于维生素A的应用的研究，不过那时候的医生尚不知道究竟是动物肝脏中的什么成分对夜盲症有治疗作用，更不会分析其结构与生化性质。到了17世纪，西方医生也鼓励病人多食用肝脏来治疗夜盲症。
1831年，科学家从植物的黄叶中提取出了胡萝卜素。它可以在体内转化为维生素A，也被称为维生素A原、原维生素A或维生素A前体。
1912年—1914年之间，美国科学家埃尔默·麦考伦（Elmer V. McCollum）和玛格丽特·戴维斯（Marguerite Davis）在威斯康星州发现动物脂肪或鱼肝油的醚提取物可以促进老鼠的生长，在缺少它的10周内，老鼠体重会迅速下降，他们认为这是一种脂溶性维生素。因为之前弗雷德里克·霍普金斯（Frederick Gowland Hopkins）爵士已经发现了谷物中含有可以影响动物和人类生长的维生素，所以他们把这种脂溶性的维生素称为A因子，把谷物中的称为B因子，这也是第一次对维生素进行系统命名。1920年，它被正式命名为维生素A，1933年維生素A的化學性質被確定，1947年，科學家研究出合成維生素A的方法。
瑞士化学家保罗·卡勒和德国化学家理查德·库恩因对类胡萝卜素和维生素A的研究而分别于1937年和1938年获得诺贝尔化学奖。1967年，美国生物化学家乔治·沃尔德因研究视觉的生物化学过程，其中就包括了对维生素A的各种衍生物的研究，获得了诺贝尔生理学或医学奖。

## 生产方法

### 天然产品
天然的维生素A由鱼肝油提取。其中海洋鱼类肝脏提取到的是视黄醇（维生素A1），淡水鱼类肝脏中提取到的是3-脱氢视黄醇，即维生素A2。

### 人工合成
视黄醇及其衍生物的人工合成路线有很多条，常见的有Isler路线，即C13-C14-C20。
柠檬醛和丙酮在碱性条件下进行羟醛缩合，得到假紫罗兰酮，在硫酸作用下环合，成为紫罗兰酮，其中β-紫罗兰酮就是路线中所指的C13。C13采用Darzens缩合得到缩水甘油酯，再水解、脱羧重排得到C14醛。再与C6醇制得的格氏试剂缩合，得到C20，这就是视黄醇的主链。经过一系列重排，最终得到视黄醇。

## 生化过程

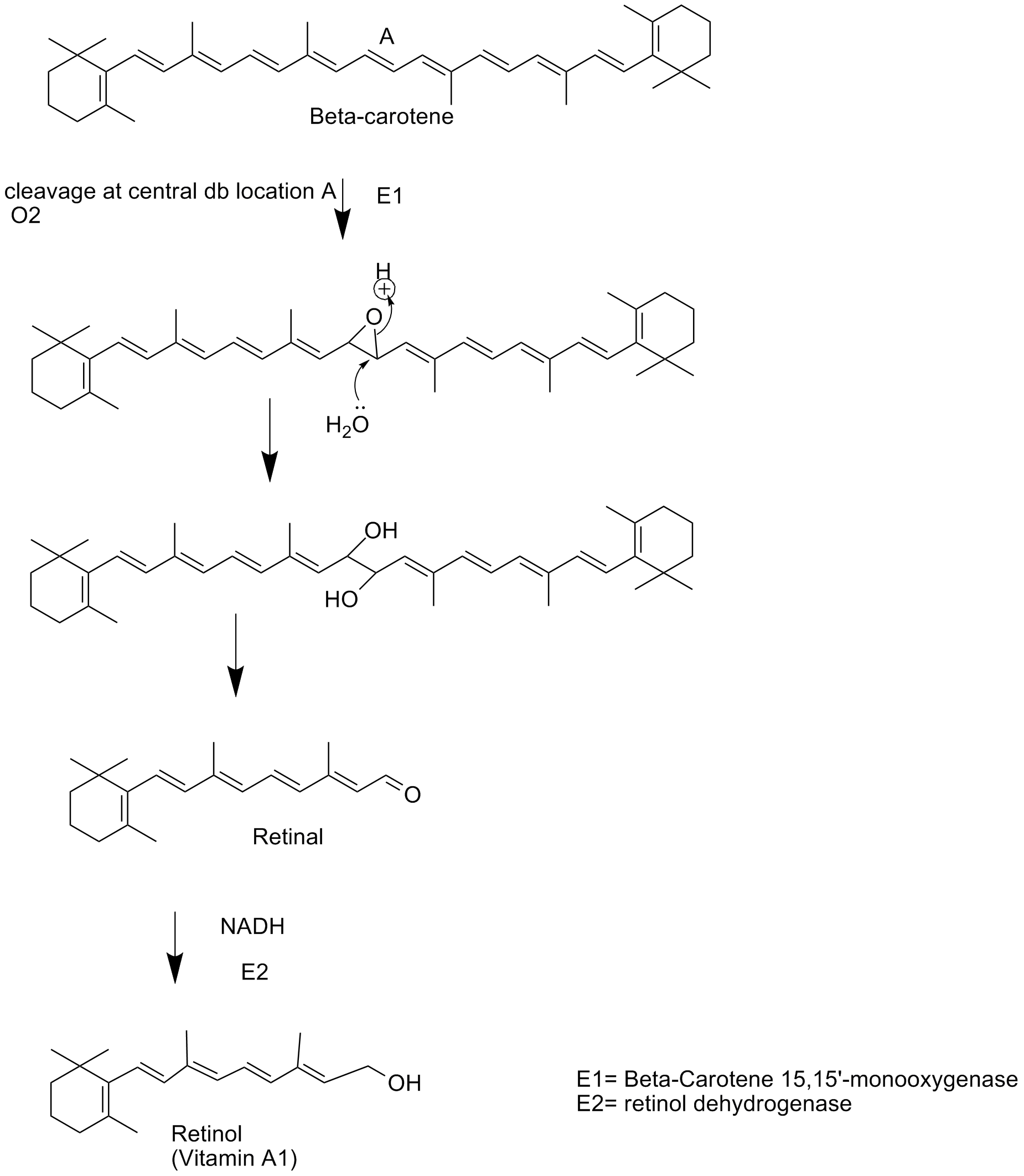
維生素A的合成

从食物中摄取的维生素A是前体形式，其中，来自动物性来源（如鱼肝油、牛奶等）的是视黄醇酯的形式，而从植物性来源（如胡萝卜、菠菜等）得到的是β-胡萝卜素。
在体内酶的作用下，发生下列生化反应：
β-胡萝卜素 + O2 = 2分子视黄醇
视黄醇 + NAD+（烟酰胺腺嘌呤二核苷酸） = 视黄醛 + NADH +  H+
视黄醛 + O2 + H2O = 视黄酸 + H2O2
其中，视黄醇和视黄醛之间可以互相转化，而氧化为视黄酸的步骤在体内是不可逆的。

## 生理作用
在人体中的作用：
构成视觉细胞内感光物质：全反式视黄醛可以被视黄醛异构酶催化为4-顺式-视黄醛，4-顺-视黄醛可以和视蛋白结合成为视紫红质（rhodopsin）。视紫红质遇光后其中的4-顺-视黄醛变为全反视黄醛，因为构像的变化，引起对视神经的刺激作用，引发视觉。而遇光后的视紫红质不稳定，迅速分解为视蛋白和全反视黄醛，重新开始整个循环过程。
维持上皮结构的完整与健全：视黄醇和视黄酸可以调控基因表达，减弱上皮细胞向鳞片状的分化，增加上皮生长因子受体的数量。
促进生长、发育：这也和视黄醇对基因的调控有关，并且视黄醇具有相当于类固醇激素的作用，可促进糖蛋白的合成。

## 正常摄入量

### 单位
维生素A有三种度量方法：国际单位（IU）、微克（μg）和视黄醇当量（RE）。
它们有以下换算关系：
1国际单位（IU） = 0.300μg 视黄醇 = 0.300μg 视黄醇当量（RE）
= 0.344μg 视黄醇乙酸酯 = 0.550μg 视黄醇棕榈酸酯
= 0.358μg 视黄醇丙酸酯 = 1 美国药典单位（USP）
1μg RE = 3.3 IU = 6μg β-胡萝卜素

### 每日所需
| 年龄             | 0 - | 1 - | 4 - | 7 - 14 | 青春期(男) | 青春期(女) | 成年(男) | 成年(女) | 孕妇(早期) | 孕妇(中后期) | 哺乳妇女 |
| 推荐摄入量 μg RE | 400 | 500 | 600 | 700    | 800        | 700        | 800      | 700      | 800        | 900          | 1200     |

注：根据人种、体质等条件的不同，每日推荐摄入量会有一定的差异。

## 维生素A缺乏

### 条件
当遇到以下情况的时候，会发生维生素A缺乏：
- 食物缺乏维生素A的来源，如不食用动物内脏或富含胡萝卜素的食品。
- 消化道疾病，造成对维生素A的吸收困难。
- 肝脏疾病，造成星狀細胞对维生素A的储存困难。
- 需求量突然增加，如儿童生长、孕妇和哺乳期妇女需要。

### 症狀
維生素A關係到眼睛內視紫質的合成，因此維生素A缺乏時，眼睛方面會出現明顯的症狀。維生素A缺乏會表現以下症狀：
- 夜盲症、乾眼症、視力下降
- 皮膚乾燥、角質化
- 兒童生長發育緩慢
- 免疫力降低
- 貧血

### 治療
如果發生维生素A缺乏，可透過營養師指導進行食物或營養品補充，或遵照醫囑服用魚肝油等藥物進行治療。

## 摄入过量
当摄入量超过每日所需后，多余的维生素A会储存在肝脏和脂肪中，在缺乏的时候缓慢释放。而当摄入量大大超过所需，就会引起中毒现象。

### 急性中毒
当每日摄入量大于100mg的时候，会引发急性中毒，表现为：
- 颅压升高，头痛，呕吐
- 倦睡，烦躁
- 脱皮
- 严重的会导致死亡

### 慢性中毒
长期大剂量服用维生素A会导致慢性中毒：
- 易激动、易疲劳、头痛、恶心、呕吐、肌肉无力、坐立不安
- 食欲降低、腹泻、腹痛、黄疸、肝脾肿大
- 还有可能引起骨质疏松或胎儿畸形

## 主要食物来源

### 动物性来源
- 动物肝脏
- 蛋黄
- 奶油
- 其它动物内脏

### 植物性来源
富含胡萝卜素的黄绿色蔬菜和水果：
- 胡萝卜
- 油菜
- 辣椒
- 番茄
- 橘子